# Bonk (серия игр)
Bonk — серия видеоигр в жанре платформера, разработанная Red Company для Hudson Soft.
Главным героем всех игр серии является Бонк, первобытный человек с большой лысой головой, которой он атакует противников. Изначально он был создан как юмористический персонаж для журнала, посвящённого игровой консоли PC Engine, и носил имя PC-Genjin (от «питекантропус компьютерусус»). Популярность персонажа привела к созданию серии игр про него, он также стал маскотом игровой консоли. Первые игры серии выходили эксклюзивно для PC Engine, но впоследствии стали выходить на консолях компании Nintendo — Super Nintendo и Game Boy. Некоторые игры серии были переизданы на сервисе Virtual Console для игровой консоли Nintendo Wii.